# Sterdyń (gemeente)
De gemeente Sterdyń is een landgemeente in het Poolse woiwodschap Mazovië, in powiat Sokołowski.
De zetel van de gemeente is in Sterdyń (tot 30 december 1999 Sterdyń-Osada genoemd).
Op 30 juni 2004 telde de gemeente 4596 inwoners.

## Oppervlakte gegevens
In 2002 bedroeg de totale oppervlakte van gemeente Sterdyń 130,03 km², waarvan:
- agrarisch gebied: 74%
- bossen: 18%

De gemeente beslaat 11,49% van de totale oppervlakte van de powiat.

## Demografie
Stand op 30 juni 2004:
| Omschrijving                   | Totaal | Totaal | Vrouwen | Vrouwen | Mannen | Mannen |
| ------------------------------ | ------ | ------ | ------- | ------- | ------ | ------ |
| eenheid                        | aantal | %      | aantal  | %       | aantal | %      |
| inwoners                       | 4596   | 100    | 2288    | 49,8    | 2308   | 50,2   |
| bevolkingsdichtheid (inw./km²) | 35,3   | 35,3   | 17,6    | 17,6    | 17,7   | 17,7   |

In 2002 bedroeg het gemiddelde inkomen per inwoner 1251,51 zł.

## Administratieve plaatsen (sołectwo)
Białobrzegi, Chądzyń, Dzięcioły Bliższe, Dzięcioły Dalsze, Dzięcioły-Kolonia, Golanki, Grądy, Kamieńczyk, Kiełpiniec, Kolonia Paderewek, Kuczaby, Lebiedzie, Lebiedzie-Kolonia, Łazów, Łazówek, Matejki, Nowe Mursy, Nowy Ratyniec, Paderewek, Paulinów, Seroczyn, Seroczyn-Kolonia, Sewerynówka, Stare Mursy, Stary Ratyniec, Stelągi, Stelągi-Kolonia, Sterdyń, Szwejki, Zaleś.

## Overige plaatsen
Borki, Dąbrówka, Dworskie, Granie, Kiezie, Kolonia Dzięcioły Dalsze, Kolonia Grądowska, Kolonia Kamieńczykowska, Kolonia Pieńki, Kolonia pod Sewerynówką, Komarnik, Kółko, Kuczaby-Kolonia, Ludwinów, Młynarze, Mosty, Na Dołach, Nowe Mursy-Kolonia, Paciejew, Paderew, Pielęgosowizna, Stare Mursy-Kolonia, Stary Ratyniec-Kolonia, Sterdyń-Osada, Szmulowizna, Wilczy Borek, Zagać, Zaleś-Kolonia.

## Aangrenzende gemeenten
Ceranów, Ciechanowiec, Jabłonna Lacka, Kosów Lacki, Nur, Sabnie